# Coalition for Epidemic Preparedness Innovations
Coalition for Epidemic Preparedness Innovations (CEPI) er en fond, der modtager donationer fra offentlige, private, filantropiske og civilsamfundsorganisationer til finansiering af uafhængige forskningsprojekter til udvikling af vacciner mod nye infektionssygdomme ('emerging infectious disease', EID).
CEPI er fokuseret på Verdenssundhedsorganisationens (WHO) "blueprint priority diseases" ('model/udkast til prioriterede sygdomme'?), som inkluderer:
MERS-CoV (Middle East respiratory syndrome-related coronavirus),
SARS-CoV-2 (Severe acute respiratory syndrome coronavirus 2),
Nipahvirus, 
Lassavirus og 
Rift Valley febervirus såvel som 
Chikungunyavirus og det hypotetiske, ukendte patogen kaldet 'Disease X.
Der kræves også "retfærdig adgang" til vaccinerne under udbrud, selv om efterfølgende ændringer af CEPI-politikken muligvis har kompromitteret disse kriterier.
CEPI blev udtænkt i 2015 og blev formelt lanceret i 2017 på World Economic Forum (WEF) i Davos, Schweiz. Det blev stiftet og medfinansieret med US $ 460 millioner fra Bill & Melinda Gates Foundation, The Wellcome Trust og et konsortium af nationer, herunder Norge, Japan og Tyskland. Den Europæiske Union (2019) og Storbritannien (2020) sluttede sig derefter til.
CEPI har hovedkontor i Oslo, Norge.
I 2017 sagde Nature, "It is by far the largest vaccine development initiative ever against viruses that are potential epidemic threats" ('Det er langt det største vaccineudviklingsinitiativ nogensinde mod virus, der er potentielle epidemiske trusler').
I 2020 blev CEPI af flere medier udpeget som en "nøgleaktør i kapløbet om udviklingen af en vaccine" mod COVID-19.